# Parallel ATA

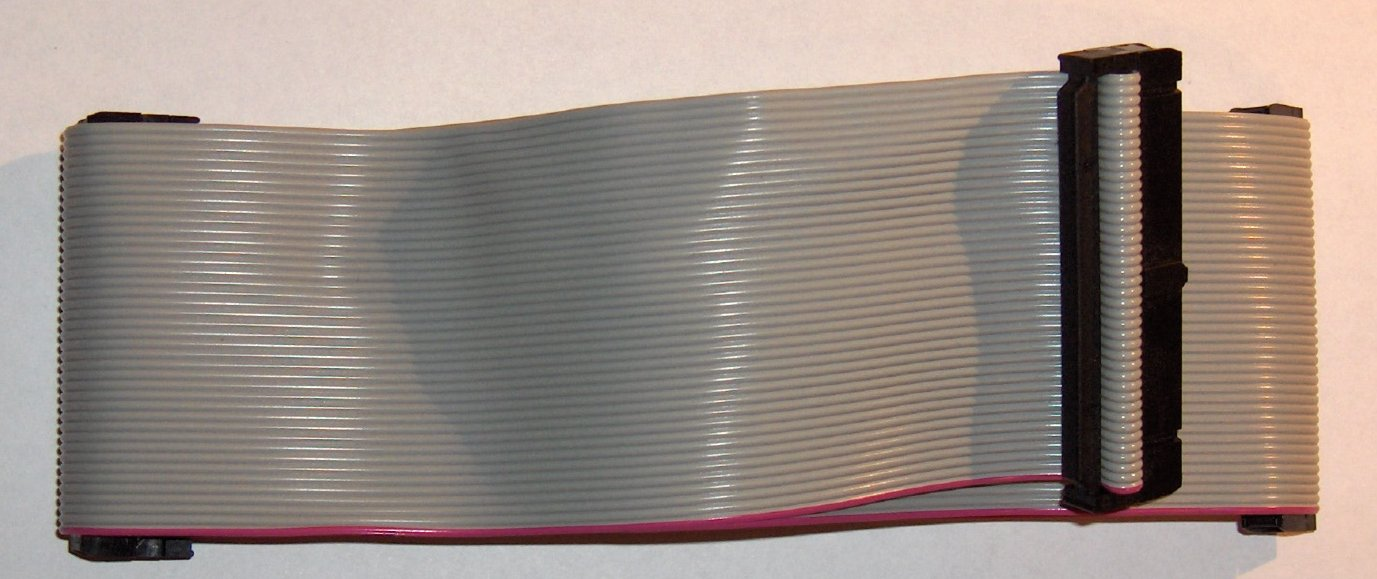
Cable IDE clàssic de 40 connectors.

El Parallel ATA (PATA), també conegut com a Integrated Drive Electronics (IDE) o ATA estàndard, és una interfície estàndard per connectar dispositius d'emmagatzematge, com discos durs i unitats òptiques, als ordinadors. Va ser àmpliament utilitzat en els ordinadors personals durant dècades abans de ser reemplaçat progressivament per interfícies més modernes com el Serial ATA (SATA). Tot i estar en desús actualment, el PATA va tenir un paper crucial en l’evolució de l’emmagatzematge informàtic gràcies a la seva fiabilitat i compatibilitat.

## Versions
Com en el seu antecessor (el sistema IDE) l'electrònica del controlador del dispositiu es troba integrada dins la placa electrònica del dispositiu, al contrari de les versions anteriors que estava en placa a part.
Les diverses versions de sistemes ATA són:
- Parallel ATA (s'està utilitzant la sigla PATA)
  - ATA-1.
  - ATA-2, suporta transferències ràpides en bloc i multiword DMA.
  - ATA-3, és l'ATA-2 revisat i millorat. Tots els anteriors suporten velocitats de 16 MB/s.
  - ATA-4, conegut com a Ultra-DMA o ATA-33, que suporta transferències en 33 MB/s.
  - ATA-5 o Ultra ATA/66, originalment proposada per Quantum per transferències en 66 MB/s.
  - ATA-6 o Ultra ATA/100, suport per a velocitats de 100 MB/s.
  - ATA-7 o Ultra ATA/133, suport per a velocitats de 133 MB/s.
  - ATA-8 o Ultra ATA/166, suport per a velocitats de 166 MB/s.
- Serial ATA, remodelació d'ATA amb nous connectors (alimentació i dades), cables, tensió d'alimentació i coneguda comunament com a SATA, suporta velocitats de 150 i 300 MB/s.
- Ata over ethernet implementació en Ethernet de comandes ATA per muntar una xarxa SAN. Es presenta com a alternativa a iSCSI

## Història
En un primer moment, els controladors IDE anaven com targetes d'ampliació, majoritàriament ISA, i només s'integraven a la placa mare d'equips de marca com IBM, Dell o Commodore. La seva versió més estesa eren les targetes multi I/O, que agrupaven les controladores modernes i de disquet, així com els ports RS-232 i el port paral·lel, i només models de gamma alta incorporaven sòcols i connectors SIMM per escorcollar el disc. La integració de dispositius va comportar que un sol xip fos capaç de desenvolupar tot el treball.
Amb l'aparició del bus PCI, les controladores IDE gairebé sempre estan incloses en la placa base, inicialment com un xip, per passar a formar part del chipset. Sol presentar-se com dos connectors per a dos dispositius cadascun. Dels dos discs durs, un ha d'estar com esclau i l'altre com mestre perquè el controlador sàpiga a/de quina dispositiu enviar/rebre les dades. La configuració es realitza mitjançant jumpers. Habitualment, un disc dur pot estar configurat d'una d'aquestes tres formes:
- Com Mestre ('Master'). Si és l'únic dispositiu en el cable, ha de tenir aquesta configuració, encara que de vegades també funciona si està com esclau. Si hi ha altre dispositiu, l'altre ha d'estar com esclau.
- Com Esclau ('Slave'). Hi ha d'haver un altre dispositiu que sigui mestre.
- Selecció per cable (Cable select). El dispositiu serà mestre o esclau en funció de la seva posició en el cable. Si hi ha un altre dispositiu, també ha d'estar configurat com Cable select. Si el dispositiu és l'únic en el cable, ha d'estar situat en la posició de mestre. Per distingir el connector en el qual es connectarà el primer bus IDE (IDE 1) s'utilitzen colors diferents.

Aquest disseny (dos dispositius a un bus) té l'inconvenient que mentre s'accedeix a un dispositiu l'altre dispositiu del mateix connector IDE no es pot utilitzar. En alguns chipset (Intel FX triton) no es podria fer servir tan sols l'altre IDE al mateix temps.
Aquest inconvenient està resolt en S-ATA i en SCSI, que poden utilitzar dos dispositius per canal.
Els discs IDE estan molt més estesos que els SCSI a causa del seu preu molt més baix. El rendiment de IDE és menor que SCSI però s'estan reduint les diferències. El UDMA fa la funció del Bus Mastering a SCSI amb el que es redueix la càrrega de la CPU i augmenta la velocitat i el Serial ATA permet que cada disc dur treballi sense interferir als altres.
De tota manera encara SCSI és superior es comença a considerar l'alternativa S-ATA per a sistemes informàtics de gamma alta, ja que el seu rendiment no és molt menor i la seva diferència de preu si resulta més avantatjosa.